# 美国版权法
《美国版权法》是美国知识产权法律体系中很重要的组成部分。

## 历史
第一部美国版权法是于1790年制定的。在美国称之为1790年版权法。
美国版权法的制定，来自于美国宪法第一条第八款第八项的授权：“议会有权......为促进科学和实用技艺的进步，对作家和发明家的著作和发明，在一定期限内给予專有權利的保障......”
在美国，规范版权的法律主要有
- 1790年版权法[2]
- 1909年版权法
- 1976年版权法
- 1998年版权期间延长法案（Sonny Bono Copyright Term Extension Act）
- 1998年数字千年版权法（Digital Millennium Copyright Act）
- 2005年家庭娱乐和版权法

对美国有效的国际知识产权条约主要有：
- 伯尔尼保护文学和艺术品公约（伯尔尼公约）
- 与贸易有关的知识产权协定（TRIPS）

## 主要内容
根据美国最新的版权法规定，著作权的保护期限是直到作者死后70年，这比伯尔尼公约规定的国际惯例多了20年，假如作品是集体创作或是1978年1月1日以前发表的，那么其版权保持75至95年。1923年以前发表的作品均属公有领域。但这个规则也有例外，一些1963年的作品已经进入公有领域，而另一些早于1923年的作品重新被申请版权因此依然受版权保护。出于法律的改变，到2019年为止不会有作品进入公有领域。

## 历史和细节
美国国会发布的第一部版权法是1790年版权法，这部法律保障作者14年出版“地图、图表和书籍”的专权，此后假如作者还活着的话他可以申请获得另一个14年的保护期限。这部法律没有规定其它作品如音乐创作、报纸的版权，它特别注明不禁止拷贝外国作家的作品。当时大多数作品没有申请版权：从1790年到1799年在美国出版了1.3万部作品，只有556部受版权保护。
此后版权法被多次改变来适应新技术如录音的出现，版权保护的期限也有延长，此外还有一些其它的改变。美国法院对宪法第一条第八款的理解是版权的目的是鼓励创造对公共有利的作品，因此假如公共利益与作家利益之间产生冲突的话，那么公共利益比作家利益的地位高。这个理解方法导致了合理使用原則的产生。一些版权所有者试图扩展法律为他们提供的版权的应用范围导致了滥用版权。
美国版权法区分“主意”和“实行”这两个基本概念，但这两个概念之间的界线不十分明确。一份描写一个工业过程的论文受版权保护，任何人未得到作者允许不准拷贝这份论文，但这个工业过程本身不受版权保护，它可以受专利保护。另一个作者可以用他自己的语言来描写同一工业过程而不侵犯原作者的版权。至于一个故事、一部小说或电影中的人物是否受版权保护不同的法庭意见不同。1976年版权法注明：
原作品的版权绝对不涉及到其中的任何主意、程序、过程、系统、操作技术、规划、原理或发现，不论原作品如何描述、解释、图示或代表这些主意。
事实被看作是“主意”和“发现”的同义词。不过版权法第103款允许保护“编辑”中的选择和排列所体现的创造力。但这个保护仅限于选择和排列，而不限于事实本身，事实本身可以随意拷贝。美国最高法院在一次判决（费斯特出版公司诉乡村电话公司案）中还明确规定一个编辑作品必须有创造性才受保护，因此仅按照字母顺序排列的电话簿不受保护，不论编辑电话簿需要多少工作，其编辑不具备创造性工作因此不受保护。
有时一部作品的作者是谁不很清楚。比如假如一个公司雇用某人来写一部作品的话。在这种情况下法庭判决公司，而不是雇员是作者，也拥有版权。
作者可以出售、转让或授权版权。比如一个作者可以授权一个外国出版商翻译他的书。美国版权也允许一个作家（或其继承人）在转让后35到40年中收回其版权或在版权生效56到61年后收回其版权。但作者及其继承人无法强迫收回这个版权。
在美国，由隶属于美国国会图书馆的美国国家版权局管理版权问题。
美国法典第十七編（版权法编）第105节规定：
这篇中规定的版权不适合于任何美国联邦政府的作品，但美国联邦政府不被禁止通过授权或购买或其它方式获得和持转让的版权。
这一条的目的在于将所有美国联邦政府的作品放入公有领域。所有美国政府职员在执行他们的工作义务时创造的作品都属于这个范畴。
1988年美国加入伯尔尼保护文学和艺术作品公约，此公约从1989年3月1日开始在美国生效。美国也签署了与知识产权有关贸易协定，这个协定本身要求服从伯尔尼公约。为了满足这个协定版权保护被扩展到建筑物。由于美国版权法中的合理使用条例比较强，一些学者怀疑美国法律是否完全符合伯尔尼公约和与知识产权有关贸易协定的要求。